# Jenifer Lewis
Jenifer Jeanette Lewis (Kinloch, 25 gennaio 1957) è un'attrice statunitense.

## Biografia
Jenifer Jeanette Lewis nasce a Kinloch negli USA il 25 gennaio del 1957 ed è la più giovane di sette fratelli.
Attrice sin da quando aveva trent'anni, inizia la sua carriera lavorando a Broadway.
Ha adottato una figlia, Charmaine.
Nel 2012 si è sposata con Arnold Byrd, ex sergente della Marina.

## Filmografia

### Cinema
- Danko (Red Heat), regia di Walter Hill (1988)
- Spiagge (Beaches), regia di Garry Marshall (1988)
- Sister Act - Una svitata in abito da suora (Sister Act), regia di Emile Ardolino (1992)
- La banca del seme più pazza del mondo (Frozen Assets), regia di George Trumbull Miller (1992)
- Tina - What's Love Got to Do with It (What's Love Got to Do with It), regia di Brian Gibson (1993)
- Poetic Justice, regia di John Singleton (1993)
- The Meteor Man, regia di Robert Townsend (1993)
- Coppia d'azione (Undercover Blues), regia di Herbert Ross (1993)
- Sister Act 2 - Più svitata che mai (Sister Act 2), regia di Bill Duke (1993)
- Mezzo professore tra i marines (Renaissance Man), regia di Penny Marshall (1994)
- Una moglie per papà (Corrina, Corrina), regia di Jessie Nelson (1994)
- Panther, regia di Mario Van Peebles (1995)
- Dollari sporchi (Dead Presidents), regia di Albert Hughes e Allen Hughes (1995)
- Girl 6 - Sesso in linea  (Girl 6), regia di Spike Lee (1996)
- Uno sguardo dal cielo (The Preacher's Wife), regia di Penny Marshall (1996)
- Basta guardare il cielo (The Mighty), regia di Peter Chelsom (1998)
- Rituals Rituals, regia di Carol Mayes – cortometraggio (1998)
- Sbucato dal passato (Blast from the Past), regia di Hugh Wilson (1999)
- Mistery Man, regia di Kinka Usher (1999)
- Dancing in September, regia di Reggie Rock Bythewood (2000)
- Cast Away, regia di Robert Zemeckis (2000)
- The Brothers, regia di Gary Hardwick (2001)
- Juwanna Mann, regia di Jesse Vaughan (2002)
- Antwone Fisher, regia di Denzel Washington (2002)
- The Sunday Morning Stripper, regia di Sheldon Collins – cortometraggio (2003)
- Nora's Hair Salon, regia di Jerry LaMothe (2004)
- The Cookout, regia di Lance Rivera (2004)
- Madea's Family Reunion, regia di Tyler Perry (2006)
- Dirty Laundry, regia di Maurice Jamal (2006)
- Ways of the Flesh, regia di Dennis Cooper (2006)
- Who's Your Caddy?, regia di Don Michael Paul (2007)
- Redrum, regia di Kenny Young (2007)
- Meet the Browns, regia di Tyler Perry (2008)
- Prop 8: The Musical, regia di Adam Shankman – cortometraggio (2008)
- Cuori di vetro (Not Easily Broken), regia di Bill Duke (2009)
- Hereafter, regia di Clint Eastwood (2010)
- When Harry Met Sally 2 with Billy Crystal and Helen Mirren, regia di Lindsay Crystal – cortometraggio (2011)
- Think Like a Man, regia di Tim Story (2012)
- L'amore in valigia (Baggage Claim), regia di David E. Talbert (2013)
- La guerra dei sessi - Think Like a Man Too (Think Like a Man Too), regia di Tim Story (2014)
- The Wedding Ringer - Un testimone in affitto (The Wedding Ringer), regia di Jeremy Garelick (2015)
- Natale in città con Dolly Parton (Dolly Parton's Christmas on the Square), regia di Debbie Allen (2020)

### Televisione
- Stat – serie TV, episodio 1x01 (1991)
- Sunday in Paris – cortometraggio TV (1991)
- Murphy Brown – serie TV, episodi 3x11 e 4x01 (1990-1991)
- Dream On – serie TV, episodio 3x23 (1992)
- In Living Color – serie TV, episodi 4x25 e 4x30 (1993)
- Tutti al college (A Different World) – serie TV, 9 episodi (1990–1993)
- Moon Over Miami  – serie TV, episodio 1x07 (1993)
- Lois & Clark - Le nuove avventure di Superman (Lois & Clark: The New Adventures of Superman) – serie TV, episodio 1x12 (1994)
- Mr. Cooper – serie TV, episodi 2x06 e 2x20 (1993-1994)
- La donna dai due volti (Deconstructing Sarah), regia di Craig R. Baxley - film TV (1994)
- Shake, Rattle and Rock!, regia di Allan Arkush – film TV (1994)
- Friends – serie TV, episodio 1x03 (1994)
- New York Undercover – serie TV, episodio 1x14 (1995)
- Deadline for Murder: From the Files of Edna Buchanan, regia di Joyce Choprah – film TV (1995)
- Living Single – serie TV, episodio 2x26 (1995)
- Courthouse – serie TV, 11 episodi (1995)
- Willy, il principe di Bel-Air (The Fresh Prince of Bel-Air) – serie TV, 8 episodi (1991-1995)
- Cosby – serie TV, episodio 1x10 (1996)
- Terra promessa (Promised Land) – serie TV, episodio 1x17 (1997)
- Il tocco di un angelo (Touched by an Angel) – serie TV, episodi 3x20 e 3x21 (1997)
- The Parent 'Hood – serie TV, episodio 4x20 (1998)
- An Unexpected Life, regia di David Hugh Jones – film TV (1998)
- The Temptations, regia di Allan Arkush – film TV (1998)
- The Jamie Foxx Show – serie TV, episodio 3x20 (1999)
- Jackie's Back!, regia di Robert Townsend – film TV (1999)
- Happily Ever After: Fairy Tales for Every Child – serie TV, 2 episodi (1997-1999) - voce
- Grown Ups – serie TV, episodio 1x07 (1999)
- Moesha – serie TV, episodio 5x07 (1999)
- Cenerentola a New York (Time of Your Life) – serie TV, episodio 1x07 (1999)
- Tris di cuori (For Your Love) – serie TV, episodi 1x08 e 3x11 (1998-2000)
- Little Richard, regia di Robert Townsend – film TV (2000)
- Partners, regia di Joey Travolta – film TV (2000)
- Bette – serie TV, episodio 1x17 (2000)
- The Ponder Heart, regia di Martha Coolidge – film TV (2001)
- Family Affair – serie TV, episodio 1x01 (2001)
- The Proud Family – serie TV, episodio 2x19 (2003) - voce
- Raven – serie TV, episodio 1x21 (2004)
- Squadra Med - Il coraggio delle donne (Strong Medicine) – serie TV, 131 episodi (2000-2006)
- Girlfriends – serie TV, 7 episodi (2002-2006)
- Day Break – serie TV, episodio 1x08 (2007)
- Shark - Giustizia a tutti i costi (Shark) – serie TV, episodio 1x17 (2007)
- The PJs – serie TV, 35 episodi (1999-2008) - voce
- Boston Legal – serie TV, episodi 4x09 e 4x11 (2007-2008)
- Meet the Browns – serie TV, 4 episodi (2009-2010)
- The Cleveland Show – serie TV, episodi 2x13 e 2x16 (2011) - voce
- American Dad! – serie TV, episodio 7x14 (2011) - voce
- State of Georgia – serie TV, episodio 1x03 (2011)
- The Playboy Club – serie TV (2011)
- Black-ish – serie TV, 81 episodi (2014-2018)
- Non sono ancora morta (Not Dead Yet) – serie TV, episodi 2x09-2x10 (2024)
- And Just Like That... – serie TV, episodio 3x06 (2025)

### Doppiatrice
- Shark Tale, regia di Bibo Bergeron, Vicky Jenson e Rob Letterman (2004)
- Cars - Motori ruggenti (Cars), regia di John Lasseter e Joe Ranft (2006)
- La principessa e il ranocchio (The Princess and the Frog), regia di Ron Clements e John Musker (2009)
- Cars 2, regia di John Lasseter e Brad Lewis (2011)
- Zambezia, regia di Wayne Thornley (2012)
- Cars 3, regia di Brian Fee (2017)
- Spellbound - L'incantesimo (Spellbound), regia di Vicky Jenson (2024)

## Riconoscimenti
- Critic's Choice Television Awards
  - 2016 – Candidatura alla miglior attrice ospite in una serie commedia per Black-ish
  - 2018 – Candidatura alla miglior attrice non protagonista in una serie commedia per Black-ish
- NAACP Image Awards
  - 1994 – Candidatura alla miglior attrice non protagonista cinematografica per Tina - What's Love Got to Do with It
  - 1997 – Candidatura alla miglior attrice non protagonista cinematografica per Uno sguardo dal cielo
  - 2012 – Candidatura alla attrice in una miniserie, film per la televisione o drammatico speciale per Five
  - 2021 – Candidatura alla miglior attrice non protagonista in una serie commedia per Black-ish
  - 2022 – Candidatura alla miglior attrice non protagonista in una serie commedia per Black-ish
  - 2023 – Candidatura alla miglior attrice non protagonista in una serie commedia per Black-ish
- Satellite Awards
  - 2022 – Candidatura alla miglior attrice non protagonista in una serie,  miniserie o film per la televisione per Black-ish
  - 2022 – Satellite Award alla carriera
- Screen Actors Guild Awards
  - 2017 – Candidatura al miglior cast in una serie commedia per Black-ish
  - 2018 – Candidatura al miglior cast in una serie commedia per Black-ish

## Doppiatrici italiane
Nelle versioni in italiano delle opere in cui ha recitato, Jenifer Lewis è stata doppiata da:
- Rita Savagnone in L'amore in valigia, The Wedding Ringer - Un testimone in affitto
- Cinzia De Carolis in Station 19, Black-ish
- Barbara Castracane in Una moglie per papà
- Aurora Cancian in Tina - What's Love Got to Do with It
- Loredana Nicosia in Sister Act - Una svitata in abito da suora
- Vittoria Febbi in Uno sguardo dal cielo
- Adele Pellegatta in Squadra Med - Il coraggio delle donne
- Germana Dominici in Willy, il principe di Bel-Air
- Alessandra Cassioli in And Just Like That...

Da doppiatrice è sostituita da:
- Barbara Castracane in Cars - Motori ruggenti, Cars 2, Cars 3
- Graziella Polesinanti in La principessa e il ranocchio (dialoghi)
- Maria Cristina Brancucci in La principessa e il ranocchio (parti cantate)
- Antonella Giannini in Spellbound - L'incantesimo